# Mio mini pony (album)
Mio mini pony è il decimo album di Cristina D'Avena pubblicato da Five Record Srl e distribuito da C.G.D. Messaggerie Musicali SpA, nel 1987.

## Descrizione
Mio mini pony è un album dedicato all'omonima serie prodotta da Hasbro nel 1984. La serie presentava già in lingua originale 13 canzoni, tutte ricantate in italiano da Cristina D'Avena, a cui si aggiungono sei nuove canzoni scritte per l'edizione italiana e pure cantate dalla D'Avena. Il lato A del disco include tutte e sei le canzoni italiane, mentre il lato B la traccia audio di un episodio al cui interno si sentono due delle 13 canzoni statunitensi.
Le 11 canzoni statunitensi restanti non sono mai state pubblicate, risultano inedite su qualunque supporto fisico o virtuale e sono ascoltabili solo negli episodi della serie. Fra i brani italiani, Vieni, dai vieni con noi non è mai stato pubblicato su CD, ma è ascoltabile sia nel vinile originale sia in versione dal vivo nel DVD Cristina D'Avena Fanclub: 19.01.19, mentre Negli occhi brillan le stelle è stato erroneamente indicato con il titolo Negli occhi brillano le stelle (con la "o" finale di troppo).

## Tracce
- LP: FM 13583
- MC: 50 FM 13583

Lato A
Testi di Alessandra Valeri Manera, musiche di Ninni Carucci; edizioni musicali Canale 5 Music.
1. Vola mio mini pony – 2:43
2. Lassù nel cielo volerai – 2:47
3. Negli occhi brillan le stelle – 2:54
4. Vieni, dai vieni con noi – 3:04
5. La strada d'argento – 3:27
6. Chi ha visto il vento? – 2:58

Durata totale: 17:53
Lato B
Testi di Barry Harman/Alinvest, musiche di Anne Bryant; edizioni musicali Wild Star-Star Wild/Canale 5 Music.
1. I fiori fuggiaschi (Audio dell'episodio omonimo, contiene due canzoni) – 18:44

Durata totale: 18:44

## Produzione
- Alessandra Valeri Manera – Produzione artistica e discografica
- Studio Hasbro – Realizzazione immagine

## Produzione e formazione dei brani
Per tutti i brani del lato A, a eccezione di Vola mio mini pony.
- Carmelo Carucci – tastiera, pianoforte
- Piero Cairo – programmazione synth
- Giorgio Cocilovo – chitarre
- Paolo Donnarumma – basso
- Flaviano Cuffari – batteria
- Lucio Fabbri – fisarmonica[7]
- i Piccoli Cantori di Milano – Cori
- Niny Comolli – Direzione cori
- Laura Marcora – Direzione cori